# Laura Mancinelli
Laura Mancinelli (født 18. december 1933 i Udine, død 7. juli 2016 i Torino) var en italiensk forfatter, germanist, universitetslærer, oversætter, essayist (talrige essays af middelalderhistorie) og forfatter af historiske romaner.